# Brachystegia glaberrima
Brachystegia glaberrima  es una especie de árbol perteneciente a la familia de las fabáceas.  Forma una parte importante de los bosques de miombo. Esta  especie  se encuentra en África tropical.
El Conservatorio y Jardín Botánico de Ginebra lo considera un sinónimo de Brachystegia longifolia Benth.

## Descripción
Es un árbol que alcanza un tamaño de 4-15 (-30) m de altura, a menudo impedido por la exposición; fuste recto, generalmente profundamente ranurado; copa, redondeada a obconical o plana; principal ramificación suberecta a difundida.

## Ecología
Se encuentra en los bosques de hoja caduca; ampliamente dominante o co-dominante en la mitad sur de Tanzania, en especial en las tierras altas; normalmente en bajas colinas y laderas de mesetas ondulada bordeando las llanuras estacionalmente húmedas, "mbugos", "dambos"; etc.

## Distribución
Se distribuye por Angola, Malawi, Mozambique, Tanzania, Zaire, Zambia.

## Taxonomía
Brachystegia glaberrima fue descrita por George Bentham y publicado en Wiss. Erg. Schwed. Rhodesia-Kongo Exped. 1: 66. 1914.
Sinonimia
- Brachystegia polyantha Harms (1901)
- Brachystegia nchangensis Greenway (1928)[1]